# Re, donna, fante
Re, donna, fante è un romanzo di Vladimir Nabokov, pubblicato per la prima volta in russo nel 1928 sotto lo pseudonimo di V. Sirin, quindi tradotto dall'autore, con l'aiuto del figlio Dimitri, come King, Queen, Knave nel 1968.

## Edizioni italiane
- Re, donna, fante, trad. di Ettore Capriolo, Parma: Franco Maria Ricci (coll. "La biblioteca blu" n. 27), 1974
- stessa trad., Milano: Adelphi ("Biblioteca Adelphi" n. 327), 1996 ISBN 8845912442 e ISBN 9788845912443